# Faro Ulenge
El Faro Ulenge (en inglés: Ulenge Lighthouse) es un antiguo faro en la costa norte del país africano de Tanzania en la isla barrera Ulenge. Construido en el final del siglo XIX en lo que entonces era el África oriental alemana con el fin de facilitar el transporte y ser la puerta de entrada al cercano puerto de Tanga.  En 1929, era el único faro del lugar.  Desde 2008 está fuera de servicio y está amenazado por el vandalismo, entrando en decadencia.